# Генолак
Генолак (фр. Génolhac) насеље је и општина у јужној Француској у региону Лангдок-Русијон, у департману Гар која припада префектури Алес.
По подацима из 2011. године у општини је живело 864 становника, а густина насељености је износила 49,94 становника/km². Општина се простире на површини од 17,30 km². Налази се на средњој надморској висини од 500 метара (максималној 1.416 m, а минималној 293 m).

## Демографија
| 1962. | 1968. | 1975. | 1982. | 1990. | 1999. | 2011. |
| ----- | ----- | ----- | ----- | ----- | ----- | ----- |
| 889   | 920   | 936   | 825   | 827   | 840   | 864   |

График промене броја становника у току последњих година